# وترتسویبه
وترتسویبه (به آلمانی: Wetterzeube) یک شهر در آلمان است که در کرتسشاو واقع شده‌است. وترتسویبه  ۱٬۸۱۶ نفر جمعیت دارد.